# Libertadores de Querétaro
Los Libertadores fue un club que participaba en la Liga Nacional de Baloncesto Profesional y en la Liga Nacional de Baloncesto Profesional Femenil con sede en Querétaro, Querétaro, México.

## Historia
Los Libertadores de Querétaro debutaron en la temporada 2009-2010 en la LNBP, pero desaparecerieron al término de esa campaña. 
Para la temporada 2017-2018 regresaron a la LNBP.
En octubre de 2022 son invitados a participar en la Liga de Campeones de Baloncesto de las Américas
Lamentablemente, por problemas económicos de los propietarios de la franquicia queretana, la LNBP confirmó en conferencia de prensa la desaparición del club para la temporada 2024.

## Gimnasio
Los Libertadores de Querétaro tienen como casa el Auditorio General Arteaga, el cual cuenta con capacidad para 4,138 aficionados.

## Jugadores
1. Elemento de lista numerada

### Último roster
Actualizado al 9 de noviembre de 2023.
"Temporada 2023"
| Libertadores de Querétaro Roster 2023 |    |                           |                                         |
| C U E R P O T É C N I C O             |    |                           |                                         |
| Entrenador                            |    | Bandera de España         | Iván Eduardo Déniz O'Donnell            |
| Asistente                             |    | Bandera de Argentina      | Federico Corbaz                         |
| J U G A D O R E S                     |    |                           |                                         |
| Base                                  | 0  | Bandera de Estados Unidos | Branden Lee Herbert Frazier             |
| Escolta                               | 1  | Bandera de Estados Unidos | James Ballard Jr. (Baja)                |
| Base                                  | 2  | Bandera de Estados Unidos | Joseph Javier Quintana                  |
| Ala-Pívot                             | 6  | Bandera de Estados Unidos | Skylar Spencer                          |
| Alero                                 | 7  | Bandera de México         | José Alberto Cruz Abarca                |
| Ala-Pívot                             | 8  | Bandera de México         | Sebastián Reynoso Jiménez (Inactivo)    |
| Alero                                 | 10 | Bandera de Estados Unidos | Anthony M. Duruji                       |
| Escolta                               | 12 | Bandera de Estados Unidos | Avry Holmes                             |
| Base                                  | 13 | Bandera de México         | Jorge Iván Gutiérrez Cárdenas           |
| Ala-Pívot                             | 14 | Bandera de México         | Roberto Carlos Jiménez Ayala (Inactivo) |
| Alero                                 | 15 | Bandera de Estados Unidos | Mycheal Gerome Henry                    |
| Escolta                               | 16 | Bandera de Panamá         | Eric Alexander Romero James (Baja)      |
| Base                                  | 20 | Bandera de Estados Unidos | Tyrik Armstrong                         |
| Alero                                 | 22 | Bandera de Estados Unidos | Jared Rodríguez                         |
| Pívot                                 | 23 | Bandera de Estados Unidos | Emmanuel Wembi                          |
| Ala-pívot                             | 25 | Bandera de Estados Unidos | Bennie Boatwright III                   |
| Pívot                                 | 33 | Bandera de Estados Unidos | Oenis Medina (Baja)                     |
| = Capitán                             |    |                           |                                         |
| = Lesionado                           |    |                           |                                         |

 =  Cuenta con nacionalidad mexicana. 

### RosterBCLA 2022-23
Actualizado al 15 de enero de 2023.
| Libertadores de Querétaro Roster 2022-23 |    |                                    |                                    |
| C U E R P O T É C N I C O                |    |                                    |                                    |
| Entrenador                               |    | Bandera de México                  | Omar Quintero Pereda               |
| Asistente                                |    | Bandera de México                  | Gustavo Quintero Pereda            |
| Asistente                                |    | Bandera de Argentina               | Luis Sebastián Sucarrat            |
| J U G A D O R E S                        |    |                                    |                                    |
| Base                                     | 0  | Bandera de Estados Unidos          | Branden Lee Herbert Frazier        |
| Pívot                                    | 3  | Bandera de Colombia                | Juan Diego Tello Palacios          |
| Base                                     | 4  | Bandera de Estados Unidos          | Paul Michael Stoll Hernández       |
| Escolta                                  | 5  | Bandera de la República Dominicana | Víctor Antonio Liz López           |
| Base                                     | 7  | Bandera de México                  | Jorge Iván Gutiérrez Cárdenas      |
| Alero                                    | 8  | Bandera de México                  | Irwin Raúl Ávalos Bonilla          |
| Base                                     | 9  | Bandera de México                  | Diego Armando Willis Orozco        |
| Ala-pívot                                | 12 | Bandera de México                  | Héctor Humberto Hernández Gallegos |
| Alero                                    | 24 | Bandera de México                  | Gabriel Oscar Girón Villarreal     |
| Ala-pívot/Pívot                          | 28 | Bandera de Puerto Rico             | Ismael Romero Fernández            |
| Ala-pívot                                | 31 | Bandera de Estados Unidos          | Joseph John Avila                  |
| Ala-pívot                                | 32 | Bandera de Estados Unidos          | Daniel Ochefu (Baja)               |
| Pívot                                    | 32 | Bandera de Estados Unidos          | Elijah Lee Holman                  |
| Base                                     | 44 | Bandera de Puerto Rico             | Javier Alexis Mojica (Baja)        |
| Alero                                    | 45 | Bandera de Estados Unidos          | Trahson Burrell                    |
| = Capitán                                |    |                                    |                                    |
| = Lesionado                              |    |                                    |                                    |

 =  Cuenta con nacionalidad mexicana. 

### Roster LNBP Femenil
Actualizado al 12 de julio de 2023.
"Temporada 2023"
| Libertadoras de Querétaro Roster 2023 |    |                           |                                |
| C U E R P O T É C N I C O             |    |                           |                                |
| Entrenador                            |    | Bandera de Italia         | Sandro Orlando                 |
| Asistente                             |    | Bandera de España         | Juan Pernias Escrig            |
| J U G A D O R A S                     |    |                           |                                |
| Alera                                 | 1  | Bandera de Estados Unidos | Lyndra S. Littles Weaver       |
| Base/Escolta                          | 2  | Bandera de Estados Unidos | Olivia Vezaldenos              |
| Base                                  | 3  | Bandera de Estados Unidos | Feyonda Fitzgerald (Baja)      |
| Alera                                 | 4  | Bandera de México         | Andrea Medina Tostado          |
| Base                                  | 5  | Bandera de Estados Unidos | Britney Cimone Jones (Baja)    |
| Alera                                 | 6  | Bandera de Italia         | Marzia Tagliamento             |
| Base/Escolta                          | 8  | Bandera de México         | Carmen Gabriela Saad Herrera   |
| Base/Escolta                          | 9  | Bandera de Colombia       | Manuela Ríos Martínez (Baja)   |
| Alera                                 | 11 | Bandera de Estados Unidos | Evina Westbrook                |
| Alera                                 | 12 | Bandera de México         | Denisse Guadalupe Tejada Sáenz |
| Pívot                                 | 13 | Bandera de México         | Myriam Estela Lara Ackerman    |
| Ala-pívot                             | 14 | Bandera de México         | Daniela María Soto Gómez       |
| Ala-pívot                             | 21 | Bandera de Estados Unidos | Marie Benson                   |
| Ala-pívot/Pívot                       | 22 | Bandera de Estados Unidos | Reshanda Gray                  |
| Base/Escolta                          | 23 | Bandera de Australia      | Madeleine Claire Garrick       |
| Alera                                 | 24 | Bandera de Estados Unidos | Robyn Parks (Baja)             |
| Escolta                               | 26 | Bandera de México         | Ingrid Martínez Treviño        |
| Base                                  | 28 | Bandera de Grecia         | Pinelopi Pavlopoulou           |
| Ala-pívot/Pívot                       | 32 | Bandera de Polonia        | Stephanie Kostowicz (Baja)     |
| Base                                  | 44 | Bandera de México         | Stephany Yazmín Chávez Moreira |
| = Capitán                             |    |                           |                                |
| = Lesionado                           |    |                           |                                |

 =  Cuenta con nacionalidad mexicana. 